# 녹색 혁명

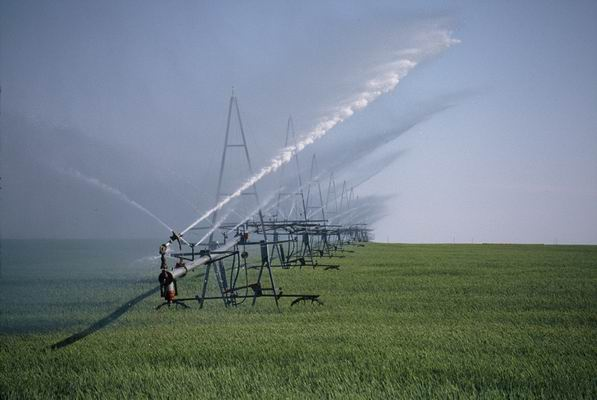

녹색 혁명(綠色革命, 영어: Green Revolution)은 농업 분야에서, 품종개량 등 새로운 농업기술의 도입으로 많은 수확을 올리는 농업상의 모든 개혁을 이르는 말이다. 특히 1960년대 개발 도상국에서 일어난, 농작물의 대량생산으로 인한 비약적인 식량 생산력의 증대를 이른다. 1944년 미국의 지원을 받아 멕시코에서 밀 생산량이 획기적으로 증가한 것이 그 시초이며,
1960년대 이후 미국을 중심으로, 품종개량 등의 관련 연구가 활발히 진행되고 식량 부족에 직면한 개발 도상국들이 적극적으로 이 기술을 도입하면서 세계적으로 농업 생산량이 획기적으로 증가하게 되었다.
이 변화는 농업 생산량의 증가를 가져온 동시에 많은 관개 시설의 확장, 잡종 씨앗의 배포, 화학 비료 및 농약의 사용 확대를 가져왔다.
한편, 후쿠오카 마사노부가 창시한 자연농법에 의한 녹색혁명은, 흙을 갈지 않고(무경운), 잡초를 제거하지 않고(무제초), 일체의 농약과 비료를 사용하지 않는(무농약, 무비료) 농업방식(四無農法)이다.

## 같이 보기
- GMO
- 국제미작연구소
- 자연농법(NF)
  - 기무라 아키노리 - 자연농법 실천가, '기적의 사과'로 유명한 사과농부
  - 최성현 (번역가) - 일본어 서적 번역가, 자연농법 실천가 및 에세이스트
- 라다크 프로젝트(Ladakh Project)
  - 헬레나 노르베리 호지 - 스웨덴 언어학자 겸 자연농법 전문 환경운동가
- 콜럼버스의 교환
- 신석기 혁명
- 소농
- 비에너지
- 처녀지 개간 운동
- 물 부족
- 식량주권
- 유전자 공해
- 앉은뱅이밀